# Arrapha
Arrapha (in arabo أررابخا, عرفة‎?, in siriaco: ܐ ܪ ܦ ܗ ܐ) è un'antica città assira in parte corrispondente all'odierna cittadella di Kirkuk, in Iraq.
La città fu fondata attorno al 2000 a.C. come insediamento di Gutei e derivò il suo nome dall'antica parola accadica Arabkha, che venne successivamente mutata in Arrapha.
Gli scavi del sito archeologico non sono mai iniziati, principalmente a causa della città attuale, posta sopra quella antica.